# Zonnebeke Church Dugout
Zonnebeke Church Dugout was een ondergrondse schuilplaats voor Britse soldaten tijdens de Eerste Wereldoorlog. De schuilplaats werd opengesteld van 31 juli 2017 tot 10 november 2017.

## Historiek
Tijdens de Derde Slag om Ieper in 1917 werd de Onze-Lieve-Vrouwekerk volledig vernield. Reeds van 1916 was het landschap in dit deel van Vlaanderen zodanig geteisterd dat het voor de troepen moeilijk werd om geschikte accommodaties te vinden. Britse soldaten begonnen met de aanleg van ondergrondse schuilplaatsen. Dit was werk voor de Tunneling Companies, samengesteld uit mijnwerkers en ondergrond specialisten. In de beginfase werkten ook Canadese en Australische soldaten mee aan de bouw. De schuilplaats was veilig, tien meter diep en beschermd door de zware, 11e-eeuwse funderingen van de voormalige kerk. 
Deze schuilplaats was een van de 360 die tegen het einde van de oorlog door de Britten waren gebouwd. Ook deze moest via pompen droog worden gehouden, maar ze boden toch enige vorm van comfort en beschutting, ondanks ongedierte en stank. Toen ze in april 1918 werd verlaten was ze nog niet volledig afgewerkt. Ze diende hoogstwaarschijnlijk alleen als opslagplaats. Ze kwam opnieuw aan het licht toen archeologen in 1985 en 1986 op zoek gingen naar de restanten van een augustijnenabdij. De schuilplaats bleef goed bewaard omdat ze gebouwd werd onder de funderingen en ze constant met water was gevuld. Ze werd opnieuw geopend om 100 jaar Slag bij Passendale te gedenken.

## Galerij

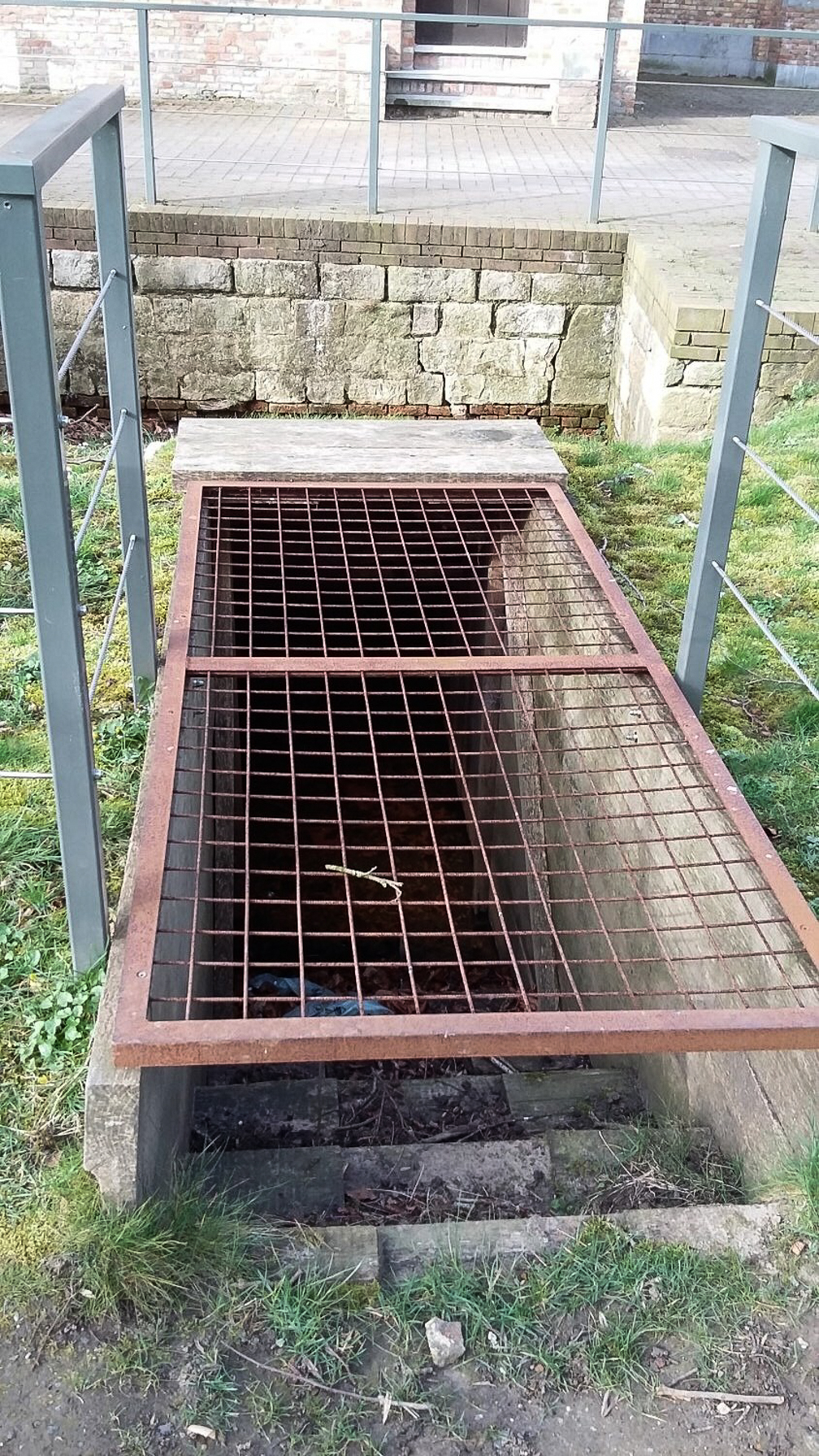
Toegang tot de Dugout (april 2016)
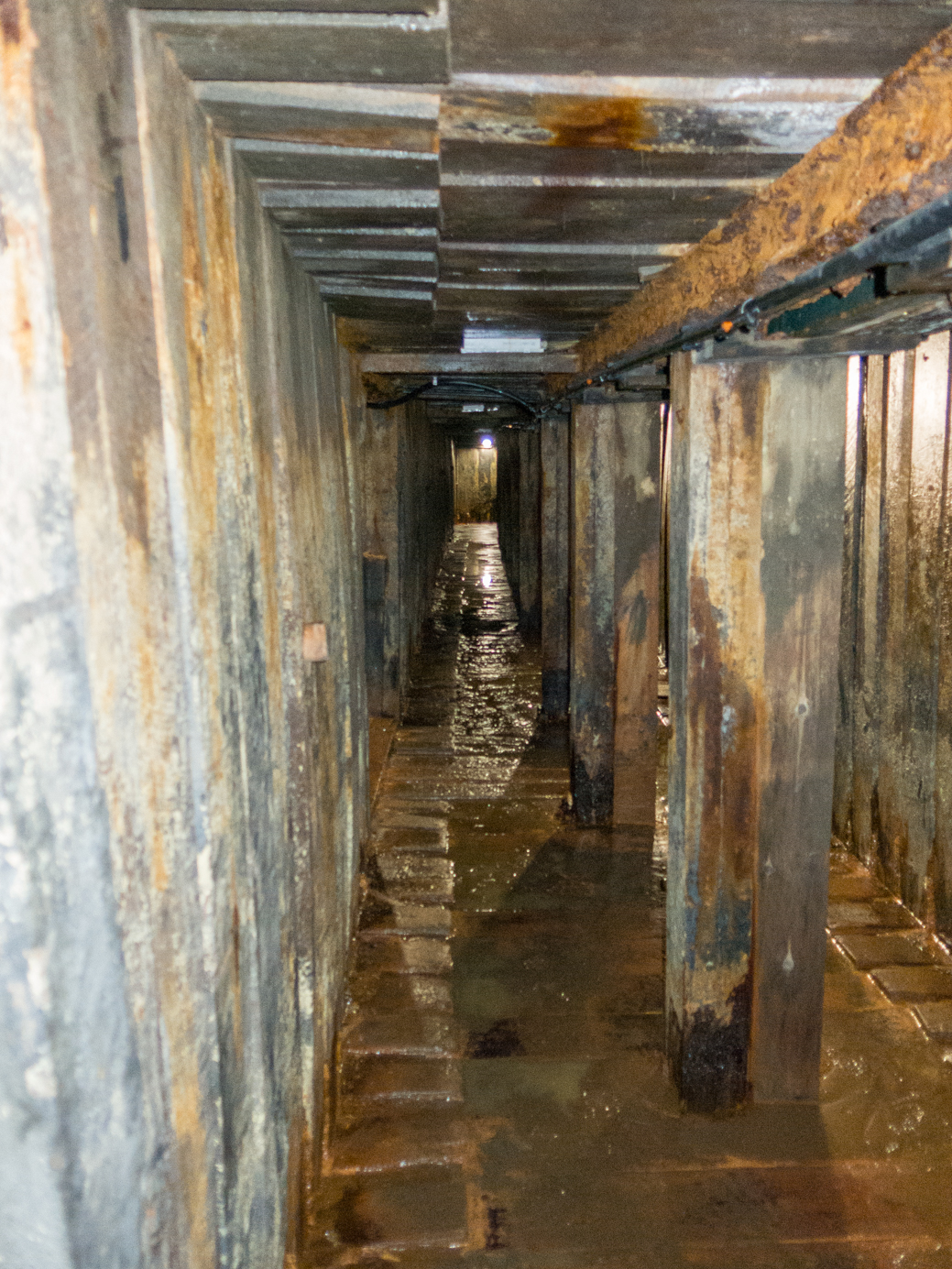
De centrale gang
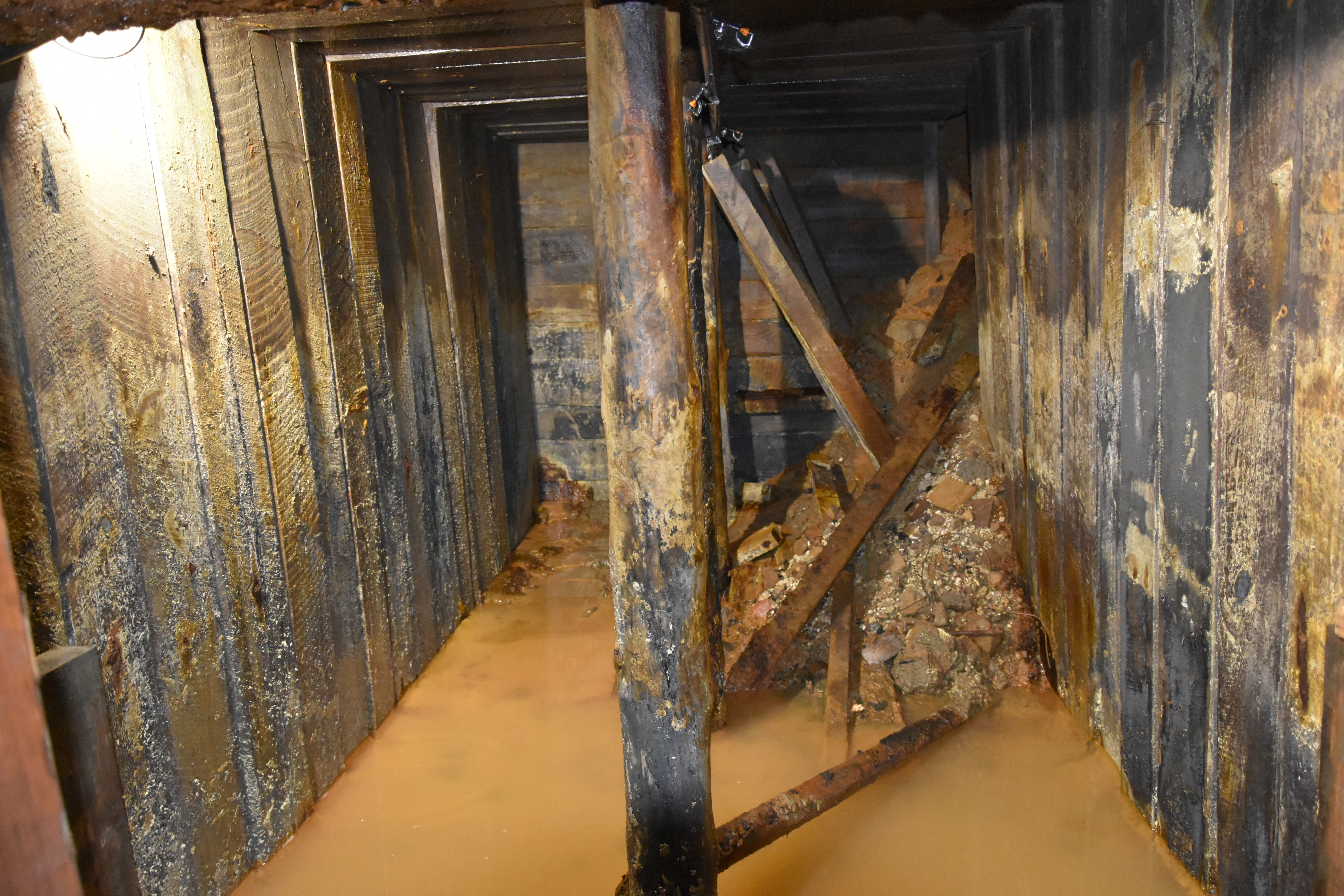
Zonnebeke Church Dugout op 21 september 2017